# Don Paige
Don Paige (* 13. Oktober 1956) ist ein ehemaliger US-amerikanischer Mittelstreckenläufer.
1979 siegte er bei den Panamerikanischen Spielen in San Juan über 1500 m.
Im Jahr darauf verhinderte der Boykott der USA eine Teilnahme an den Olympischen Spielen in Moskau. Beim ersatzweise abgehaltenen Liberty Bell Classic siegte er über 800 m.
1982 und 1984 wurde er US-Hallenmeister über 1000 Yards. Für die Villanova University startend wurde er zweimal NCAA-Meister über 800 m (1979, 1980), einmal über 1500 m (1979) und dreimal NCAA-Hallenmeister über 1000 Yards (1978–1980).

## Persönliche Bestzeiten
- 800 m: 1:44,29 min, 4. September 1983, Rieti
- 1000 m: 2:18,06 min, 28. August 1983, Köln
  - Halle: 2:18,88 min, 11. Februar 1984, East Rutherford
- 1500 m: 3:37,33 min, 17. Juni 1979, Walnut
- 1 Meile: 3:54,19 min, 16. Mai 1982, Westwood
  - Halle: 3:58,3 min, 8. Februar 1980, New York City (übergroße Bahn: 3:54,22 min, 16. Februar 1980, Houston)